# Seifedin Chabbi
Seifedin Chabbi (* 4. Juli 1993 in Bludenz) ist ein ehemaliger österreichisch-tunesischer Fußballspieler und nunmehriger -trainer.

## Karriere
Chabbi begann seine Karriere beim FC Rätia Bludenz. 2007 ging er in die AKA Vorarlberg. 2010 wechselte er nach Deutschland zur TSG 1899 Hoffenheim. 2012 spielte er erstmals für die Regionalligamannschaft. 2013 wechselte er wieder nach Österreich zum SC Austria Lustenau. Sein Profidebüt gab er am 8. Spieltag 2013/14 gegen den SCR Altach.
Zur Saison 2016/17 wechselte Chabbi in die Schweiz zum Erstligisten FC St. Gallen, wo er einen bis Juni 2018 gültigen Vertrag erhielt.
Nach einem halben Jahr in der Schweiz kehrte er nach Österreich zurück, wo er sich dem Bundesligisten SK Sturm Graz anschloss, bei dem er einen bis Juni 2018 gültigen Vertrag erhielt.
Zur Saison 2017/18 wechselte er zum Zweitligisten SV Ried, bei dem er einen bis Juni 2020 gültigen Vertrag erhielt. Zur Saison 2018/19 wechselte er in die Türkei zum Zweitligisten Gazişehir Gaziantep FK, bei dem er einen bis Juni 2021 laufenden Vertrag erhielt. Für Gaziantep kam er zu 15 Einsätzen in der TFF 1. Lig, in denen er fünf Tore erzielen konnte, und stieg mit dem Verein zu Saisonende in die Süper Lig auf. In dieser kam er jedoch zu keinem Einsatz und so wurde er im Februar 2020 nach Schottland an den FC St. Mirren verliehen. Bis zum Ende der Leihe kam er zu zwei Einsätzen für St. Mirren. Im August 2020 verließ er Gaziantep.
Daraufhin kehrte er im Oktober 2020 nach Österreich zurück und schloss sich dem Bundesligisten TSV Hartberg an, bei dem er einen bis Juni 2021 laufenden Vertrag erhielt. Für die Steirer kam er bis zum Ende der Saison 2020/21 zu 23 Einsätzen in der Bundesliga, in denen er fünf Tore erzielte. Nach dem Ende seines Vertrags in Hartberg kehrte er zur Saison 2021/22 zum Ligakonkurrenten Ried zurück, bei dem er einen bis Juni 2023 laufenden Vertrag erhielt. Für Ried kam er zu 48 Bundesligaeinsätzen, in denen er zwölfmal traf. Mit Ried stieg er aber 2023 wieder aus dem Oberhaus ab, woraufhin er den Klub verließ. Anschließend wechselte er nach Liechtenstein zum in der Schweizer Challenge League spielenden FC Vaduz, bei dem er einen bis Juni 2025 laufenden Vertrag erhielt. Für Vaduz kam er in der Saison 2023/24 zu 23 Einsätzen in der Challenge League, in denen er sechsmal traf.
Im Juli 2024 kehrte Chabbi nach Österreich zum Zweitligisten Austria Lustenau zurück, bei dem er einen bis 2025 laufenden Vertrag erhielt. Für Lustenau kam er zu 25 Zweitligaeinsätzen, in denen er dreimal traf. Nach der Saison 2024/25 verließ er den Verein per Vertragsende wieder.
Im Juli 2025 beendete er seine Karriere anschließend und wurde Co-Trainer von Markus Mader bei den Lustenauern.

## Persönliches
Sein Vater Lassaad war bereits sein Trainer in der AKA Vorarlberg, beim SC Austria Lustenau und bei der SV Ried.

## Erfolge
- Torschützenkönig der Ersten Liga: 2018